# Mona (band)
Mona is een Amerikaanse rockband uit Nashville. De band werd bekend toen ze optraden tijdens de Sound of 2011-verkiezing van de BBC. De band heeft in Engeland ook de Brand New for 2011 titel gewonnen bij de MTV Awards. Hun debuutalbum Mona kwam uit op 13 mei 2011 in Nederland, uitgebracht door Island Records.
Mona heeft opgetreden in Nederland tijdens Lowlands 2011 en op 23 oktober 2011 in de Melkweg in Amsterdam. In België speelde ze op Rock Werchter 2011 en op 1 november in Brussel (AB Club 250), tijdens een tour door Europa.

## Bezetting

### Huidige leden
- Nick Brown - Leadzanger, gitaar
- Jordan Young - Gitarist
- Zach Lindsey - Basgitarist
- Vince Gard - Drummer

## Carrière

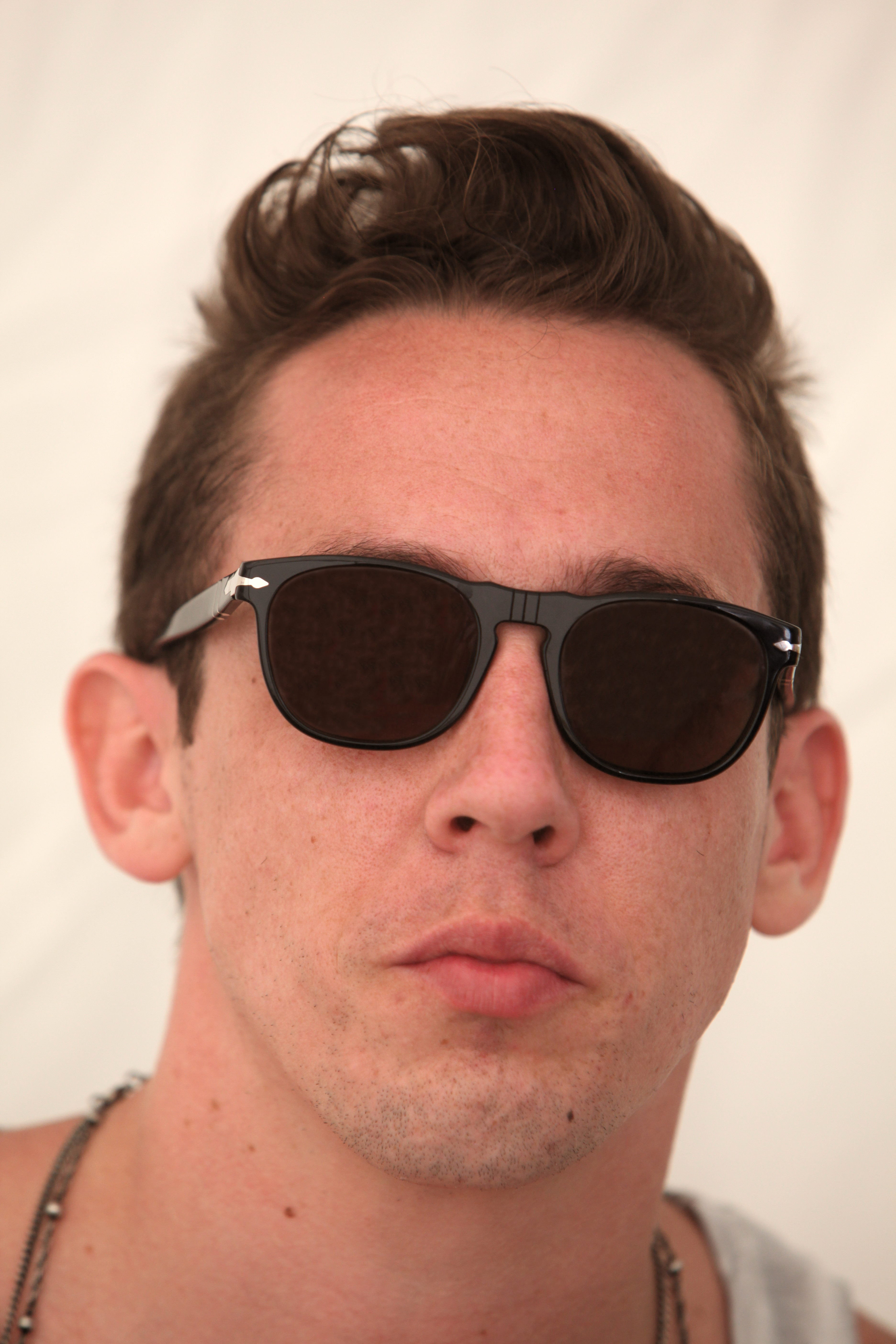
Nick Brown tijdens Eurockéennes de Belfort 2011

Mona, bestaand uit Nick Brown (zang, gitaar), Vince Gard (drums), Zach Lindsey (basgitaar, achtergrondzang) en Jordan Young (gitaar, achtergrondzang), komen van oorsprong uit Dayton, Ohio. Momenteel zijn ze gevestigd in Nashville, Tennessee. Brown onthulde dat band is vernoemd naar zijn grootmoeder, Mona Brown. Opgericht in 2007, heeft de band verschillende personele wisselingen gekend in de eerste jaren, inclusief het vertrek van een gitarist na een vurige woordenwisseling met Brown. Zach kwam bij de groep nadat hij de band bezocht in Nashville, Tennessee, waar hij een project met een andere band afrondde. Jordan kwam bij de band nadat de eerder genoemde gitarist was vertrokken.
In april 2009 ontmoette Brown Saul Galpern, oprichter van Nude Records, via een wederzijdse vriend. Kort na hun online kennismaking, vloog Galpern naar Nashville om de band te ontmoeten. Zeer onder de indruk van hen, tekende Galpern een contract met de band die leidde tot een platencontract met Island Records en Mercury Records in september 2010.

## Discografie
Het debuutalbum van de band, getiteld Mona, kwam in Nederland uit op 13 mei 2011.